# Veteranfriidrott

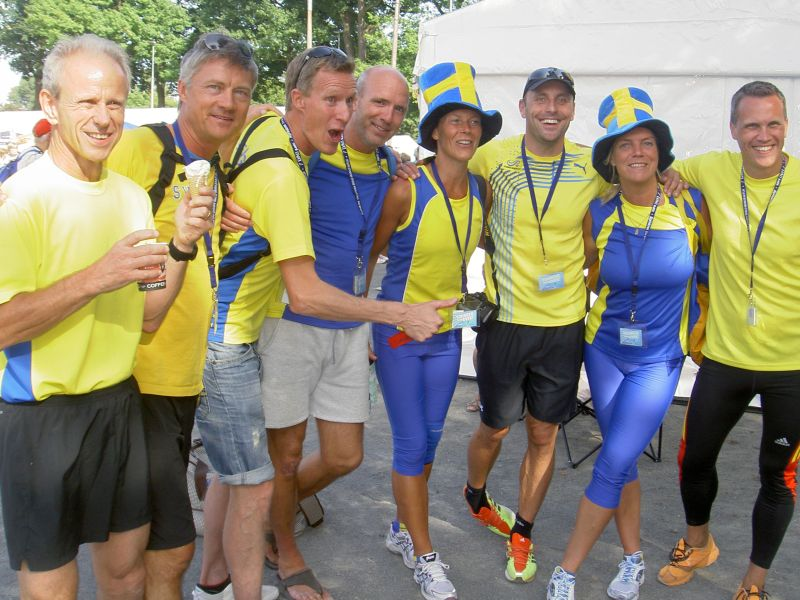
Svenska veteranfriidrottare i Zittau, Tyskland, EM 2012

Veteranfriidrott utgörs av  friidrott för män och kvinnor från 35 år och uppåt. Veteranfriidrotten är organiserad i världsförbundet World Masters Athletics (WMA) och Europaförbundet European Masters Athletics (EMA). Åldersklasserna indelas per 5 år.

## Veteranfriidrottrens historia
Historiskt sett benämndes veteranfriidrottare som oldboys med en nedre åldersgräns på 32 år. Sedan 1970-talet används istället benämningen veteraner. 
Före 1995 var män vid internationella tävlingar tvungna att vara minst 40 år medan kvinnor kunde tävla från 35 års ålder vilket motiverades med att kvinnor numerärt sett var färre vid mästerskapen. Från 1995 gäller 35 år för båda könen och det är födelsedatum som avgör vilken ålderklass en veteranfriidrottare räknas in i. Vid nationella tävlingar är det födelseåret som räknas. 

## Mästerskap i veteranfriidrott
Veteran-VM utomhus anordnas varje udda år och Veteran-EM utomhus anordnas varje jämnt år. 
Veteran-VM inomhus anordnas varje jämnt år och Veteran-EM inomhus anordnas varje udda år.  
Veteran-NM (nordiska mästerskapen) utomhus anordnas med vissa undantag varje udda år. Veteran-NM inomhus anordnas varje jämnt år.
Veteran-SM och Veteran-DM (distriktsmästerskapen) anordnas varje år och rätt att delta har svenska medborgare som är medlemmar i förening ansluten till Svenska Friidrottsförbundet eller utländsk medborgare som tävlar för svensk klubb, är folkbokförd, fast bosatt och huvudsakligen vistats i Sverige sedan minst två år tillbaka och inte representerat sitt hemland under samma kalenderår.

## Rekord i veteranfriidrott

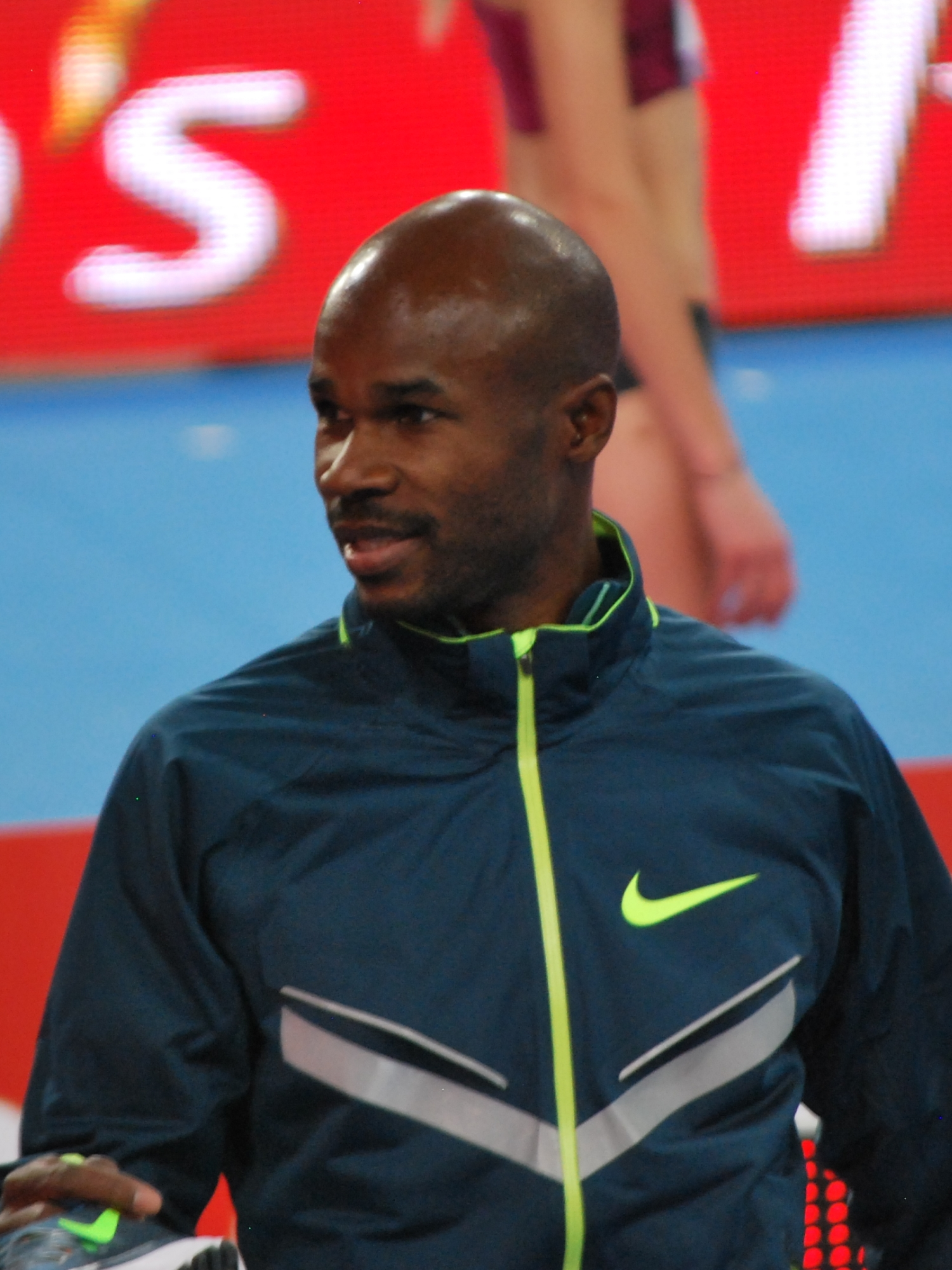
Kim Collins i Pedros Cup 2015 Łódź – Världsrekordhållare i M35 och världsårsbästa på 60m inomhus 2015 alla kategorier

Kim Collins från Saint Kitts and Nevis, född 1976, satte nytt världsrekord i M35 på 60 meter med tiden 6,47 sekunder den 17 februari 2015 i Lods i Polen. Tiden innebar världsårsbästa 2015 alla kategorier.
Sverige innehar många världsrekord i veteranfriidrott både på herr- och damsidan. 
Några kända svenska världsrekordhållare i veteranfriidrott är Mattias Sunneborn och Evy Palm. Mattias Sunneborn har världsrekordet i M40 i femkamp både inomhus (3 937 poäng) och utomhus (4 387 poäng) samt världsrekordet i M40 i längdhopp inomhus (7,59 meter). Evy Palm har världsrekordet i W45 på 10 000 meter utomhus (32,34 min).